# Janusz Gąsiorowski
Janusz Tadeusz Gąsiorowski (ur. 17 czerwca 1889 we Lwowie, zm. 19 października 1949 w Paryżu) – generał brygady Wojska Polskiego, kawaler Orderu Virtuti Militari.

## Życiorys
Urodził się i wychował we Lwowie. Był synem Ferdynanda i Wandy z Gostyńskich. W 1907 ukończył gimnazjum filologiczne we Lwowie. Do 1912 zaliczył 9 semestrów na Wydziałach Filozoficznych Uniwersytetu Wiedeńskiego i Jagiellońskiego w Krakowie.
Od 1901 działał w organizacjach niepodległościowych, „Przyszłość”, tzw. Pet i „Zarzewie”. Od 1909 w Polskich Drużynach Strzeleckich. Był wykładowcą, instruktorem i członkiem Komendy Naczelnej PDS oraz komendantem tej organizacji w Krakowie.
1 października 1913 rozpoczął ochotniczą jednoroczną służbę w cesarsko-królewskiej armii. Z chwilą rozpoczęcia I wojny światowej został zatrzymany w służbie czynnej. Walczył na froncie rosyjskim, w 1, a potem 7. dywizjonie artylerii konnej. Zajmował stanowiska dowódcy plutonu i baterii, adiutanta dywizjonu i grupy kombinowanej.
10 grudnia 1916 roku,  otrzymał urlop zdrowotny i zdezerterował z armii. Zgłosił się do Komendy Naczelnej Polskiej Organizacji Wojskowej. 29 kwietnia 1917 w Zielonej pod Wawrem uczestniczył, obok Józefa Piłsudskiego, Tadeusza Kasprzyckiego, Janusza Jędrzejewicza, Wacława Jędrzejewicza, Henryka Krok-Paszkowskiego i innych członków Komendy Naczelnej, w dużych ćwiczeniach POW prowadzonych przez Stefana Pomarańskiego.
Jako oficer byłego Polskiego Korpusu Posiłkowego reskryptem Rady Regencyjnej z 25 października 1918 roku został przydzielony do podległego jej Wojska Polskiego. 
Od 1918 w Wojsku Polskim, m.in. jako szef Sekcji Regulaminów i Wyszkolenia Ministerstwa Spraw Wojskowych i Sztabu Generalnego. Brał udział w wojnie polsko-bolszewickiej jako dowódca 3. pułku artylerii polowej i w zastępstwie III Brygady Artylerii. 17 maja 1922 odznaczono go orderem wojskowym „Virtuti Militari" V klasy.
W latach 1922–1923 był słuchaczem Kursu Doszkolenia w Wyższej Szkole Wojennej w Warszawie. Z dniem 15 października 1923, po ukończeniu kursu i uzyskaniu tytułu naukowego oficera Sztabu Generalnego, otrzymał przydział do Doświadczalnego Centrum Wyszkolenia w Rembertowie na stanowisko wykładowcy. W październiku 1924 został przydzielony na stanowisko szefa Biura Komisji Uzbrojenia Armii. W czasie przewrotu majowego 1926 roku opowiedział się po stronie Józefa Piłsudskiego. Z dniem 1 września 1926 został przydzielony do Generalnego Inspektora Sił Zbrojnych na stanowisko szefa Gabinetu Wojskowego (etat generała). W lipcu 1927 został mianowany pełniącym obowiązki szefa Biura Inspekcji GISZ z równoczesnym zachowaniem stanowiska oficera do zleceń przy Generalnym Inspektorze Sił Zbrojnych. Później został zatwierdzony na stanowisku szefa Biura Inspekcji i I oficera do zleceń przy Generalnym Inspektorze Sił Zbrojnych. 3 grudnia 1931 został mianowany na stanowisko szefa Sztabu Głównego. 10. grudnia 1931 Prezydent RP Ignacy Mościcki nadał mu stopień generała brygady ze starszeństwem z dniem 1 stycznia 1932 i 5. lokatą w korpusie generałów i „zezwolił na nałożenie odznak nowych stopni przed 1 stycznia 1932. 5 czerwca 1935 Prezydent RP zwolnił go ze stanowiska szefa Sztabu Głównego i mianował dowódcą 7. Dywizji Piechoty w Częstochowie. 
Mieszkał w domu przy al. Wolności, który od tego czasu nazywany jest „willą generalską”. Dowodził 7 DP w kampanii wrześniowej. 4 września 1939 trafił do niewoli niemieckiej pod Częstochową. W czasie wojny w oflagu VII A Murnau. Po wojnie przebywał we Francji, gdzie zmarł. Napisał kilka prac, m.in. w 1938 „Bibliografię psychologii wojskowej”.

## Życie rodzinne
Był pierwszym mężem Zofii Kernowej, ich córką była Anna Turowiczowa (1916–2000), żona Jerzego Turowicza. Jego potomkiem jest amerykański aktor filmowy, Pico Alexander.
Pochowany na Cmentarzu Les Champeaux w Montmorency.

## Upamiętanie
Patronuje ulicy w Częstochowie
Od 2021 roku jest patronem Przystanku Historia Centrum Edukacyjnego IPN im. gen. Janusza Gąsiorowskiego w Częstochowie.

## Awanse
- podporucznik – 1915
- kapitan – 1917
- podpułkownik – 1921
- pułkownik – 31 marca 1924 ze starszeństwem z 1 lipca 1923 i 3. lokatą w korpusie oficerów artylerii[18]
- generał brygady – 10 grudnia 1931 ze starszeństwem z dniem 1 stycznia 1932 i 5. lokatą w korpusie generałów

## Ordery i odznaczenia
- Krzyż Srebrny Orderu Wojskowego Virtuti Militari[19] nr 7581 – 17 maja 1922[20][21]
- Krzyż Komandorski Orderu Odrodzenia Polski (1934)[22]
- Krzyż Niepodległości (19 grudnia 1930)[23]
- Krzyż Oficerski Orderu Odrodzenia Polski (2 maja 1923)[19][24][25][26]
- Krzyż Walecznych (dwukrotnie)[19]
- Złoty Krzyż Zasługi (dwukrotnie: 24 maja 1929[27], 13 maja 1933[28][29][19])
- Medal Pamiątkowy za Wojnę 1918–1921[19]
- Medal Dziesięciolecia Odzyskanej Niepodległości[19]
- Złota Odznaka Honorowa Ligi Obrony Powietrznej i Przeciwgazowej I stopnia[30]
- Odznaka Honorowa Polskiego Czerwonego Krzyża I stopnia (1935)[31]
- Znak oficerski „Parasol”
- Odznaka „Za wierną służbę”
- Odznaka Pamiątkowa Generalnego Inspektora Sił Zbrojnych (12 maja 1936)
- Krzyż Wielki Orderu Trzech Gwiazd (Łotwa, 1934)[32]
- Krzyż Wielki Orderu Krzyża Orła (Estonia, 1933)[33][34]
- Krzyż Wielki Orderu Białej Róży Finlandii (Finlandia, 1935)[35][36]
- Krzyż Wielki Orderu Miecza (Szwecja, 1936)[37]
- Krzyż Wielki Orderu Zasługi (Węgry, 1936)[37]
- Krzyż Wielki Orderu Korony Rumunii (Rumunia, zezwolenie w 1933)[34][19]
- Wielki Oficer Orderu Legii Honorowej (Francja)[19]
- Komandor Orderu Gwiazdy Rumunii (Rumunia, zezwolenie 1929)[38][19]
- Komandor Orderu św. Sawy (Jugosławia)[19]
- Oficer Orderu Legii Honorowej (Francja, 10 lutego 1928)[39].